# アリ・コイヴネン
アリ・ミカエル・コイヴネン (Ari Mikael Koivunen、1984年6月7日 - ) は　フィンランドのコウヴォラ出身の歌手。フィンランドアイドルシリーズのウイナーとなったことがきっかけで、2007年にプロ・デビュー。アイドルシリーズの審査では、アイアン・メイデンやストラトヴァリウスなど、ハードロック/ヘヴィメタル・バンドの曲を中心に歌っていた。
2008年には、ヘルシンキ出身のヘヴィメタルバンド、アモラルに加入した。それまでアモラルはデスメタル、デスラッシュを演奏するバンドであったが、アリの加入によってパワーメタルに音楽性を転換した。

## ディスコグラフィ

### ソロ名義
- Idols 2007 (2007)
- Fuel for the Fire (2007年5月30日)
- Becoming  (2008)

### アモラル (Amoral)
- Show Your Colors (2009)
- Beneath (2011)